# Rancho Santiago de Santa Ana
En 1810, año del comienzo de la guerra de Independencia de México (1810-1821), el gobierno español otorga a su sargento José Antonio Yorba un terreno dentro de Vallejo de Santa Ana en la Alta California, el cual nombra Rancho Santiago de Santa Ana. 
El terreno tenía una extensión de 35 kilómetros desde el Río Santa Ana hasta la Sierra de Santa Ana hacia el este. Dos terrenos fueron cedidos a Bernardo y Teodosio Yorba, descendientes de José Antonio Yorba. En 1834, el gobierno mexicano registra a Bernardo Yorba como beneficiario del Rancho Cañón de Santa Ana. En 1846, el gobierno mexicano registra a Teodosio Yorba como beneficiaro del Rancho Lomas de Santiago, ambos terrenos manteniendo una asociación con los nombres Santiago y Santa Ana.
Las actuales ciudades de Santa Ana, Orange, Costa Mesa, Tustin y Yorba Linda, en California, Estados Unidos, se ubican en lo que era el Rancho Santiago de Santa Ana.

## Períodos
- Período virreinal: 1769 - 1821
- Período mexicano: 1821 - 1848
- Período estadounidense: 1848 - 1869